# Coleoxestia rufosemivittata
Coleoxestia rufosemivittata es una especie de escarabajo longicornio del género Coleoxestia, tribu Cerambycini, subfamilia Cerambycinae. Fue descrita científicamente por Tippmann en 1960.

## Descripción
Mide 26,5-31 milímetros de longitud.

## Distribución
Se distribuye por Bolivia y Perú.